# Нойбуков
Нойбуков (нем. Neubukow) — город в Германии, в земле Мекленбург-Передняя Померания. Родина Генриха Шлимана.
Входит в состав района Бад-Доберан. Население составляет 4019 человек (на 31 декабря 2010 года). Занимает площадь 24,99 км². Официальный код — 13 0 51 047.

## Расположение
Город лежит между Ганзейскими городами Ростоком и Висмаром, в 11 км от побережья Балтийского моря (Рерик). К Нойбукову относятся районы Бушмюлен, Мальпендорф, Панцов, Шприхузен и Штайнбринк, которые были включены в его состав в 1952 году.

## История

### История названия
Первоначальное название Буков (Bukow) происходило от полабского слова bukov и buk и обозначало бук. В 1260 это местечко получило новое название novum oppidum bukow (Новый город буков), в 1270 — Nova Buchowe. С течением времени зафиксировалось название города Нойбуков (Neubukow).

### Становление и развитие города
В XII веке на этой территории возникло славянское поселение. Город был основан переселенцами немецкого происхождения в середине XIII века около крепости Bukow. В документах от 1192 года есть упоминание о создании здесь церковного прихода. Как и многие города, построенные в те времена в Мекленбурге, Нойбуков имел решетчатую сеть улиц, центральный рынок с ратушей и городские укрепления с четырьмя городскими воротами. Во второй половине XIII века началось строительство готической трёхнефной приходской церкви. В это же время была построена и водяная мельница.
В 1709 году в городе была открыта первая аптека. В 1788 году построили двухэтажную скромную ратушу в стиле барокко с мансардной кровлей. С мая 1814 года по апрель 1823 пастором в Нойбукове был Эрнст (Йоганн Адольф) Шлиман, отец Генриха Шлимана. 22 декабря 1883 в Нойбуков прибыл первый поезд, 6 октября 1890 года открыли узколинейную железную дорогу.
В начале XIX века в Нойбукове была создана еврейская община, затем было основано еврейское кладбище, которое во времена национал-социализма в 1934 году было осквернено. В 1964 году в период ГДР на его месте был открыт мемориальный комплекс, в 1983 году установлена мемориальная доска. Перед капитуляцией 8 мая 1945 года в городе проживало около 2000 человек. За счёт прибывших сюда переселенцев и беженцев число жителей увеличилось в два раза.
Центр города и ратуша, построенная в 1788 году, были реконструированы в рамках программы поддержки городского строительства от 1991 года.

## Население
- В книгу переписи населения в 1558 году были внесены имена 46 жителей.
- В первой половине XVI века в Нойбукове проживало от 200 до 300 человек, в том числе — 15 крестьян, 23 купца, кузнецы, портные, сапожники, плотники и ткачи.
- В 1653 году было зарегистрировано 358 человек, среди них — 128 детей.
- В 1795 году последствия Тридцатилетней войны были устранены, число жителей составило 637 человек.
- В 1812 году в городе проживало 800 человек.
- Согласно документам, в 1821 был зарегистрирован 1241 житель.[4]

## Достопримечательности

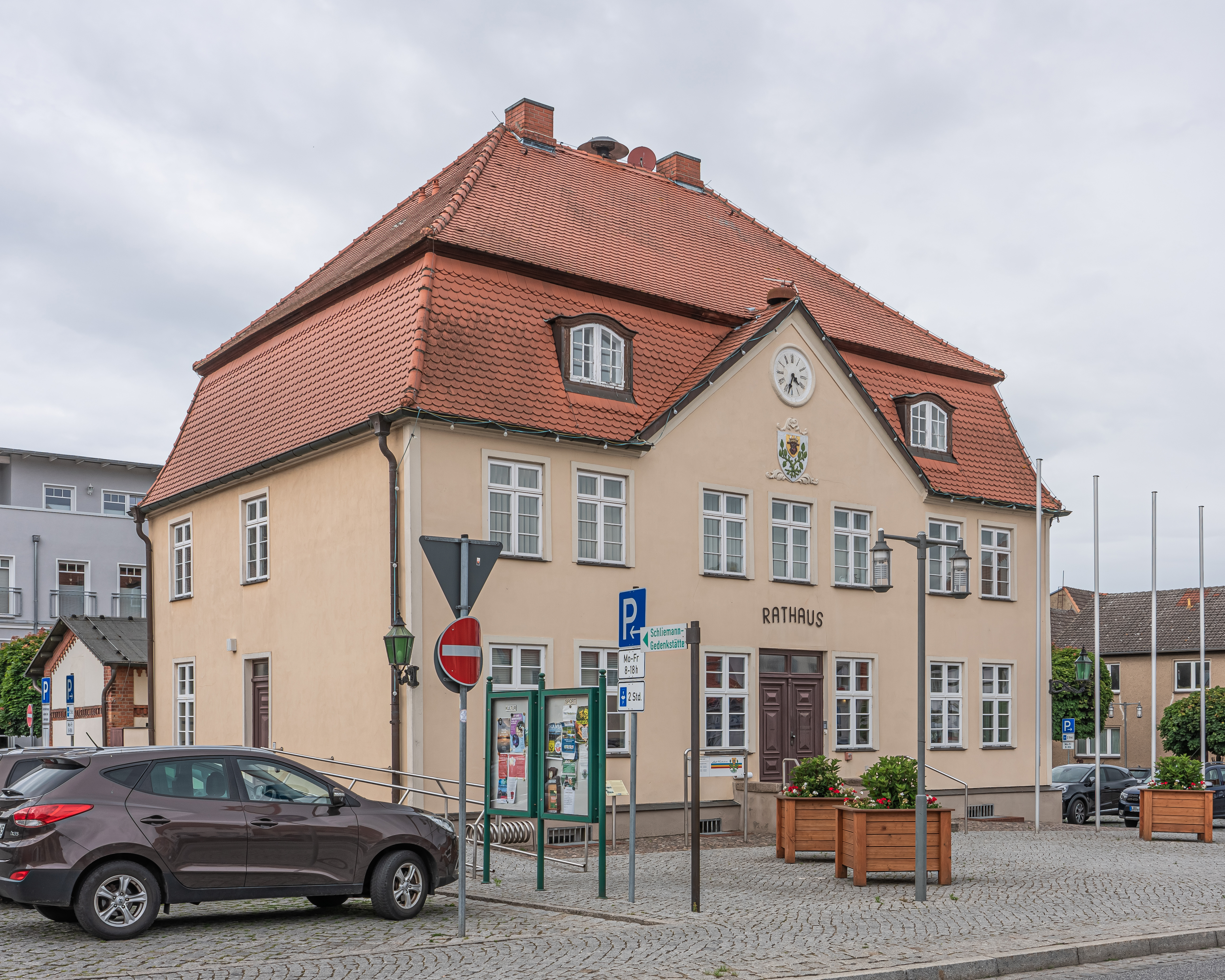
Ратуша
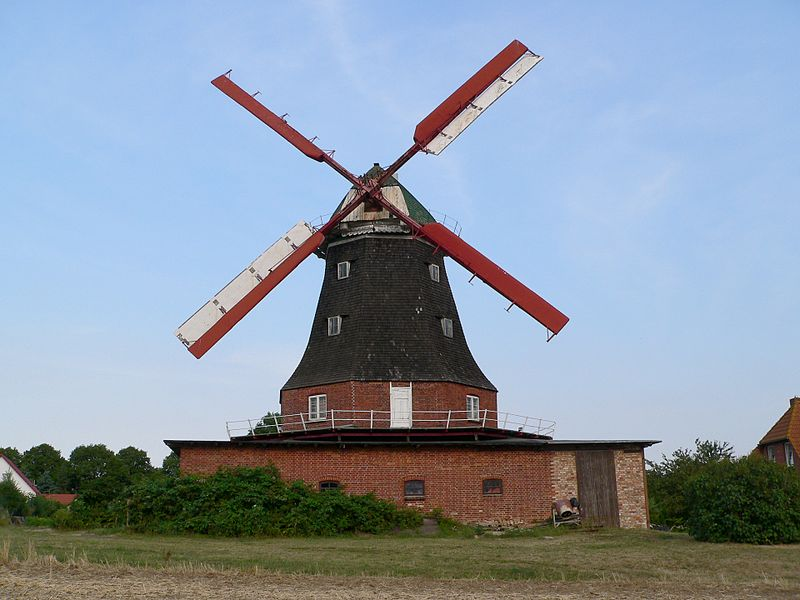
Голландская ветряная мельница
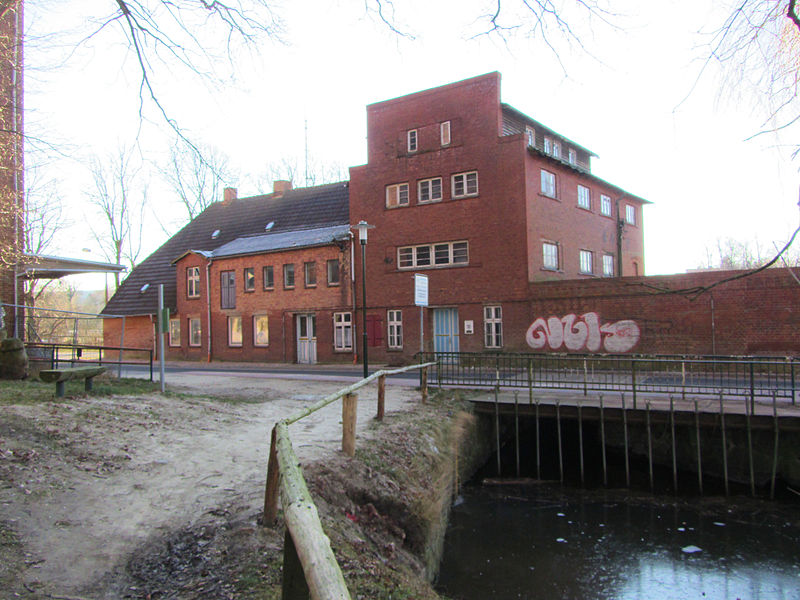
Водяная мельница
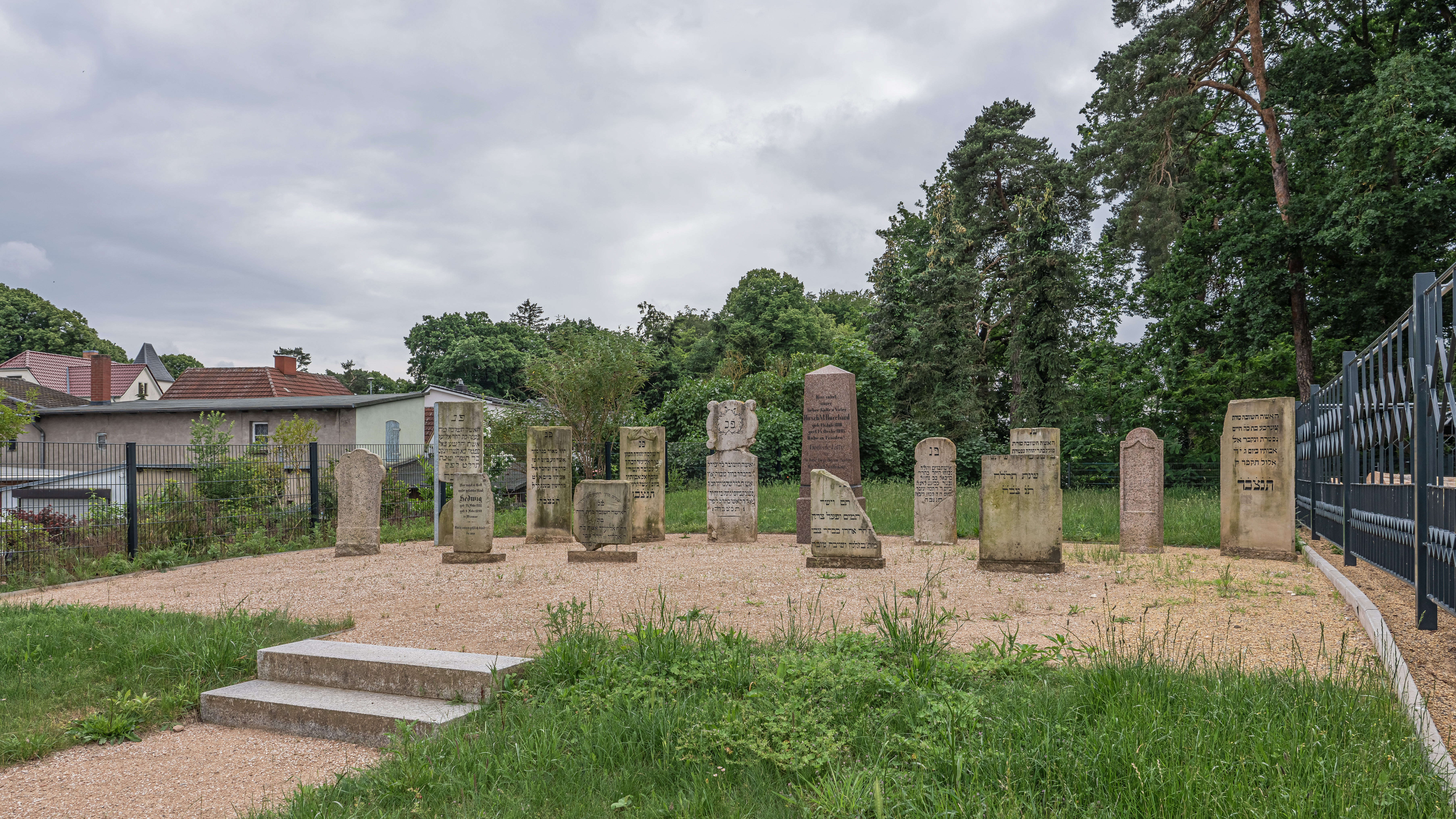
Восстановленное еврейское кладбище

- Городская церковь Нойбукова[5]
- Ратуша
- Музей Генриха Шлимана[6]
- Голландская ветряная мельница[7]
- Водяная мельница 1304 года[8]
- Усадьба Шприхузен

## Интернет-источники
- Neubukow (Mecklenburg-Vorpommern)
- Wassermühle Neubukow
- Galerieholländermühle Neubukow
- Heinrich-Schliemann-Gedenkstätte
- Официальная страница